# Artabotrys carnosipetalus
Artabotrys carnosipetalus är en kirimojaväxtart som beskrevs av L.W. Jessup. Artabotrys carnosipetalus ingår i släktet Artabotrys och familjen kirimojaväxter. Inga underarter finns listade i Catalogue of Life.